# Paralebedella estherae
Paralebedella estherae is een vlinder uit de familie van de Metarbelidae. De wetenschappelijke naam van deze soort is voor het eerst gepubliceerd in 2008 door Ingo Lehmann.
De soort komt voor in Oeganda en Tanzania.